# 鈴木嘉和
鈴木 嘉和（すずき よしかず、1940年〈昭和15年〉8月21日 - 1992年〈平成4年〉11月25日失踪）は、日本のピアノ調律師、実業家。本名：石塚 嘉和（いしづか よしかず）、旧姓：鈴木。
1989年7月30日に「横浜博覧会立て籠もり事件」、1992年4月17日に「ヘリウム風船不時着事件」と、ニュースになる騒ぎを2度起こした。同年11月に風船を付けたゴンドラでアメリカを目指して太平洋横断に挑戦したが、出発から2日後に連絡が途絶え、その後に消息不明となった。最後の「ファンタジー号事件」がワイドショーを中心にマスコミで報じられたことで「風船おじさん」の名で知られることになった。

## 略歴
東京都でピアノ調律師の一家に生まれる。国立音楽大学附属高等学校を卒業後、ヤマハの契約社員となり、ピアノ調律業を営む。
1984年、44歳のときに音楽教材販売会社ミュージック・アンサンブルを起業して、ピアノ音楽教材として使われているバイエル、ブルグミュラーなどの曲に編曲したオーケストラパートをつけたピアノ向けの教材を製作、販売を開始。1985年7月に日比谷公会堂で音楽会を主催し、最後に風船を飛ばす演出を行った。その後も音楽イベントを開催するとフィナーレには風船を飛ばした。
1986年に銀座では音楽サロン「あんさんぶる」を開店。さらに麻雀荘やコーヒーサロンやパブレストランなどを経営していたが、いずれもうまくはいかず、1990年にミュージック・アンサンブルが4億円から5億円の負債を抱えて倒産。20人以上の債権者がおり借金苦に陥る。
1991年7月、経営する銀座のパブに出資してもらったことをきっかけに歌手のグラシェラ・スサーナのマネージャー業を始める。1992年になって契約を解消。

### 家族
国立音楽大学のピアノ科講師で高校時代に1学年上だったピアニストの石塚由紀子と音楽教材の仕事を共にするようになり、やがてファンタジー号で飛び立つ半年前の1992年5月に結婚。鈴木にとっては3度目、石塚にとっては2度目の結婚だった。鈴木は石塚由紀子と結婚した際に姓を石塚としたが、旧姓の鈴木を通称として使い続けた。
妻の石塚は2000年に著書『風船おじさんの調律』（未來社、ISBN 4624501292）を出版、後述の失踪宣告確定による婚姻関係の消滅から15年が経過した2016年夏にはポルトガル人の男性と3度目の結婚をした。2017年初めに胆管癌であることが判明し、同年4月に死去した。
2003年6月に、継子の石塚富美子がヴァイオリン奏者「fumiko」としてデビューした。2004年にはNHKのドラマ『火消し屋小町』で女優としてもデビューした。
石塚には富美子の他に娘が2人おり、1991年に3姉妹で結成した「Triolet」はソニー・ミュージック・エンタテインメントのTHE NEW ARTIST AUDITIONで最優秀アーティスト賞を受賞。1994年には母娘4人でクラシック音楽を中心にした音楽グループ「ファミローザ・ハーモニー」を結成、ディナーショーを開催したり日本国外でも活動した。なお、3人の娘は全員が音楽大学を卒業しているが、3人ともに石塚の前夫との間の娘であり、鈴木との血縁関係はない。
鈴木は、石塚の3人の娘からは結婚後の姓の「石塚」のいしづかのづと「嘉和」のよしかずのずから「ズー」の愛称で呼ばれていた。本人は「カズ君」と呼ばれるのが希望だったという。
鈴木は最初の妻との間に娘をもうけており、鈴木がファンタジー号で行方不明になった後にその娘がTBSから取材を受けている。

## 横浜博覧会立て籠もり事件
1989年3月25日から横浜市で開催された横浜博覧会にテナント（郷土料理店、飲食店、土産もの店と報じられている）を出店したが、会場内での店舗立地が悪いことや、博覧会自体の集客が順調でないことから経営は不振だった。そこで客集めとして、手塚治虫がデザインした横浜博のマスコット「ブルアちゃん」の着ぐるみを自作し、中に自分が入って撮影会やサイン会を実施していた。
しかし10月の閉幕が迫っているにもかかわらず横浜博覧会協会が対策を取らないとして、これに抗議して同年7月30日、早朝の4時から高さ30メートルの鉄塔コロネードにブルアちゃんの着ぐるみを持って足場伝いによじ登り、7時間ほど籠城する騒ぎを起こした。塔からは「団体バス駐車場を開放してね」という垂れ幕を垂らそうとしたが、風に煽られてうまくいかず、午前10時頃に博覧会関係者が異変を発見して119番通報した。横浜市消防局のレスキュー隊員がはしご車で頂上まで行き説得するが、ブルアちゃんの着ぐるみに入った鈴木はイヤイヤポーズをするなど拒否。20分後の11時45分頃に説得に応じてはしご車で地上に引き降ろされるまで1時間近く鉄塔上を歩き回った。
出店にあたって博覧会協会側から1日10万人の入場者があると説明されていたが実際は3万から4万人、1日100万円の売上げ見込みが3分の1、ときには10万円未満の日もある一方で、権利金や店の内装で出店には3,000万円を要していた。博覧会そのものの集客の少なさに加えて、鈴木が出店した店は22店舗あるブルアちゃんモールの一角で高島町ゲート前だったが、直近の駐車場が業務用の団体バス駐車場だったため、マイカー利用者からの集客が期待できず、夏休みになると団体バスの利用数が半減していたことも「ガラ空きの業務用駐車場を開放して」と鈴木が訴える原因となった。事件後に協会事務局長は鈴木に厳重注意した。
この抗議の後、協会と交渉の末に許可を取り、独自の客寄せとしてヘリウム風船の浮力でロープで係留されたゴンドラが高さ10メートルから20メートルに浮かぶ「空中散歩」を自費で博覧会場に設置。9月1日から閉幕する10月1日までこれを実施し、約2500人がゴンドラに乗って空中散歩を楽しんだ。最終日となった10月1日、鈴木はブルアちゃんの着ぐるみの中に入ったままゴンドラに乗り、ロープを外して場外まで飛んで行くと言い出したが、「皆に迷惑をかけてしまうから」と最終的には断念した。

## ヘリウム風船不時着事件
事業で負債を抱えていた鈴木は債権者に対し、ビニール風船26個を付けたゴンドラによる太平洋横断で借金を返済すると語っていたという。
1992年4月17日、東京都府中市是政橋付近の多摩川河川敷から府中署防犯課警察官の制止を聞かずに千葉県の九十九里浜を目指して午前12時45分にヘリウム風船で飛び立った。
自分が座った椅子に5メートルと2.5メートルの風船各2個を直接くくりつけて飛行していたが、おもりの15kgの砂袋2個が外れて急上昇し、予定の高度400メートルが5,600メートルの高度に到達したため、当日購入していた100円ライターであぶって5メートルの風船を切り離した。この後に高度が下がり、午後1時40分頃に出発地点から24キロメートル離れた東京都大田区大森西七丁目の民家の屋根に不時着した。しかし左手に怪我をした程度で済み、駆けつけた蒲田署員に謝罪しつつも、次はハワイを目指す予定だったと語り、改めて再挑戦することを誓っていた。
一方、不時着された民家は瓦が壊れ、テレビアンテナが曲がる被害を受けたが、鈴木からの弁償も挨拶もなかったという。
この初飛行の後、NHKのラジオ番組にゲスト出演し、その際に風船による太平洋横断計画について語っている。しかし、この実験飛行の大失敗によってマスコミ各社は鈴木と距離を置くようになり、また風船のヘリウムガスを売ってもらえなくなった。

## ファンタジー号事件

### 事件の概要
1992年11月23日、鈴木は、ヘリウム入りの風船を多数付けたゴンドラ「ファンタジー号」の試験飛行を琵琶湖畔で行うとした。前日の22日夜から風船を守るため、琵琶湖畔で野宿していた。
試験飛行の場には、電話で呼び出された当時同志社大学教授の三輪茂雄と学生7人、朝日新聞の近江八幡通信局長、前日から密着していたフジテレビのワイドショー『おはよう!ナイスデイ』取材班、そして鈴木の支持者らが集まった。
この日の名目はあくまで200メートルあるいは300メートルの上昇実験ということだった。運輸省（現：国土交通省）は装備の不足を理由に安全性に疑問があることから飛行許可の申請は受理しておらず、あくまで地上に係留したままの試験飛行という条件で受理していた。しかし実際には「僕がもし、太平洋横断を決行したら、マスコミが大騒ぎして家に押しかけてくると思う」と家族にホテルに宿泊するよう事前に手配しており、鈴木は密かにアメリカまでの飛行を強行しようと考えていた。ホテルには12月3日頃まで待っていればいいとも言っていたという。鈴木は3人の娘にはアメリカ土産に何がいいかと聞いて、希望の品を書いたメモをポケットに入れて旅立っている。
120メートルまで上昇して一旦は地上に降りたものの、16時20分頃「行ってきます」と言ってファンタジー号を係留していたロープを外した。「どこへ行くんだ」という三輪に「アメリカですよ」との言葉を返し、重りの焼酎の瓶を地上に落とし周囲の制止を振り切って、アメリカネバダ州サンド・マウンテンを目指して出発した。見物人たちは呆れて、誰も鈴木に手を振らなかった。
飛び立った直後にテレビ局が鈴木に携帯電話で連絡すると「ヘリウムが少し漏れているが、大丈夫だ」との回答を得た。ホテルにいる家族へは夜10時から携帯電話で連絡があり、その後も1時間ごとに電話がかかってきた。風船の様子がおかしいこと、思ったより高度が上がらないこと、海に出たこと、煙草を吸ったことなどを家族に語った。鈴木がテレビ局に電話しても繋がらなかったという。翌朝6時に「スバラシイ朝焼けだ! きれいだよ」と妻に伝え、その次の「行けるところまで、行くから心配しないでネ!」が最後の電話になった。以後、携帯電話は不通となった。
24日深夜からイーパブからのSOS信号が発信され、25日の8時半に海上保安庁第三管区海上保安本部の捜索機ファルコン900が宮城県金華山沖の東約800km海上で飛行中のファンタジー号を確認した。しかし鈴木は捜索機に向かって手を振ったり座りこんだりして、SOS信号をやめた。ファンタジー号の高度は2,500メートルで、高いときには4,000メートルに達した。約3時間監視したが、手を振っていたこと、ゴンドラの中の物を落下させて高度を上げたこと、遭難信号も消えたことから、飛行継続の意思があると判断して11時半に捜索機は追跡を打ち切った。要請があれば救助したとしている。残された妻は「ああ、よかった」と繰り返し、3人の娘は「もうとっくにアメリカまで行っていると思ったのに、なんだまだ宮城県沖なの」と笑い合ったが、その後は消息が途絶えたことで心配を募らせたと語っている。
以後、SOS信号は確認されておらず、家族から捜索願が出されたことを受け、12月2日に海上保安庁はファンタジー号が到着する可能性のあるアメリカとカナダとロシアに救難要請を出した。
鈴木の計算では、ファンタジー号は高度1万メートルに達すれば、ジェット気流に乗って40時間でアメリカに到着するはずだった。飛行中にも携帯電話で取材した「朝日新聞」に対し、4、5日後にはアメリカに到着する予定だと見通しを語っていたが、捜索機の追跡打ち切り以降の消息は不明である。当時の気象大学校の教頭である池田学は、『朝日新聞』の取材に対し「生存は難しいだろう」と答えている。ファンタジー号のビニール風船の素材が塩化ビニールならば、1日に約10%の割合でガスが抜け、海に着水している可能性が指摘されている。
最後にファンタジー号が目撃されたとき、ファンタジー号は金華山沖800kmで高度2500m、時速70kmで北東へ向かっており、気象庁幹部も航空評論家の青木謙知も共にロシアのカムチャツカ半島辺りまでは達したのではないかと推測した。風船については日本気球連盟が2つの予測をしている。前述の池田学と同様に1日10%ずつガスが抜けてしぼんでいくというものと、もう1つの可能性としては高空で外気圧が低くなって風船は膨らむが低気温に晒されて柔軟性がなくなっているために割れるというものである。実際に捜索機が見たときには既に風船はしぼんでおり、発見されて24時間から48時間以内には着水するだろうと考えられた。出発時に4つあった主力風船も2つのみになっていた。着水した後については、海洋学者で東京水産大学の教授を務めた三好寿が、宮城県沖で着水すればアラスカの方向へ、アリューシャン列島付近の着水ならオホーツク海で親潮に載って日本の沿岸へたどり着くとの見解を示した。残された家族は行方不明直後の1992年の取材で、無人島に漂着したのではないかと思っていると語った。
冒険の動機は、三輪の鳴き砂保護に賛同して、鳴き砂保護を訴えるためだったと言われる。鳴き砂の海岸がある島根県邇摩郡仁摩町（現：大田市）の町長に2度の接触を持ち、経済援助を要請していた。その際「2億円の生命保険をかけている」と説明したという。生命保険については、債権者に5,000万円の保険に加入したと語っていたという情報もある。この債権者には、成功すればCM料で借金が返済できるとも説明していた。
しかし仁摩町からの太平洋横断飛行出発には、4月の東京での飛行の失敗のために日本の運輸省の許可もアメリカの連邦航空局の許可も下りず、仁摩町は文書で正式に要請を断った。なお、仁摩町では鈴木が高校時代に見て以来好きだったというフランス映画『赤い風船』をビデオで見せていたという。
三輪には会うたびに異なった計画を説明し、「断食の訓練をしたから食事はいらない」「アメリカから帰ったら有名になれる。俺は冒険家だ」とも語っていた。そんな鈴木に三輪は無線免許を取ることと、鳴き砂のある仁摩町から飛ばなければ意味がないと諭していたが、それにもかかわらず、琵琶湖湖畔から旅立たれ、裏切られた思いだとマスコミに感想を述べている。鈴木は三輪に対しても「実戦さながらの300メートル上昇浮力テスト」と偽っており、騙し討ちを受けた格好の三輪は「バカモン。上昇しないといったじゃないか。ウソツキ」「成功すれば冒険家だが、失敗すればバカモンだ。俺は知らんぞ」と飛び立った鈴木に言い放ったと手記に記している。

### ファンタジー号
直径6mの主力となるビニール風船を4個、直径3mの補助風船を若干個装備。ゴンドラの外形寸法は約2m四方・深さ約1mで、海上に着水した時の事を考慮し、浮力の高い檜を使用していた。ゴンドラ製作を依頼されたのは桶職人で、桶造りでは東京江戸川区の名人と言われた吉原誠一。吉原は江戸川区指定無形文化財・工芸技術の指定を受けた人物ではあるが、木風呂の技術者であって、飛行船のゴンドラは専門でない。吉原は鈴木からゴンドラの製作を10月30日頃に依頼されていた。風船のガスが徐々に抜けて浮力が落ちるため、飛行時に徐々に捨て機体の浮上を安定させる重り（バラスト）を用意していた。重りの中身は、厳寒でも凍らない沖縄焼酎のどなんを使用していた。
積載物は、48時間分の酸素ボンベとマスク、1週間分の食料、緯度経度測定器、高度計、速度計、海難救助信号機、パラシュート、レーダー反射板、携帯電話、地図、成層圏の零下60度以下の気温に耐えるための魚の冷凍庫内で試した防寒服、ヘルメットに紫外線防止サングラス等であった。
出発時の防寒具は、スキーウェアと毛布5枚。無線免許は持っていなかったため、無線機は積まれていなかった。搭載していた高度計についても、使い方を理解していなかったという。食糧については、鈴木は絶食の訓練をしていたと称しており、スナック菓子のみだった。さらにテレビカメラと無線緊急発信装置も搭載されていた。
本来の計画では主力風船が6個に補助風船26個の予定で揚力800kgとの計算だったが、実際には主力風船は4個に補助風船は若干個に減っていた。その上、破れてヘリウムガスが抜ける風船があったため、鈴木は出発の前に粘着テープでこれを応急修理し、作業を手伝っていた学生には「これでok. 君は人にいうな」と口止めして、破れた風船を使っていた。このためファンタジー号は浮力が不足したため上昇せず、バラストとして用意していた焼酎は200本全てが下ろされた。さらに酸素ボンベも下ろしたことでやっと上昇を始めた。
ファンタジー号のビニール風船については、制作したアド・ニッポー社は、もともと人を乗せるものではないし、零下何十度にも達する高空に耐える保証もないことを取材に答えている。日本気球連盟の今村純夫も、上空で気圧が下がると、球形の風船では膨らんで弾ける可能性を指摘。4月の不時着事故でこれまでの会社がヘリウムガスを売ってくれなくなったため、別の会社から調達。計280万円分のヘリウムボンベはトラック3台で運搬された。
ファンタジー号での冒険にあたっては、鈴木は金を募ったが、寄付された金額は不明。ゴンドラの制作のために多額の借金を負い、支援者の1人が1,300万円を肩代わりしたという。別の取材では支援者の経営コンサルタントの男性は1,500万円の支払いがあったと語っており、1993年時点で750万円までは払ったという。

### マスメディアの反応
ファンタジー号の出発直後から、民放テレビ局のワイドショー番組では、貴乃花と宮沢りえの婚約報道とともにトップニュース扱いで毎日のように報道。「風船おじさん」のニックネームが定着するきっかけを作った。新聞のテレビ欄では、11月26日にフジテレビ『タイム3』が「無謀な冒険 風船で米国へ」、TBSの『モーニングEye』が「無謀・風船男太平洋横断決行」、『スーパーワイド』が「風船おじさんを大追跡」と取り上げているのが確認できる。12月1日には『モーニングEye』が「風船男飛んで1週間消息徹底追跡」、『タイム3』が「追跡風船男米空軍も調査」。密着取材していたフジテレビの『おはよう!ナイスデイ』は12月2日に「風船男の安否」、12月3日に「風船おじさん 遂に身内捜索願」と取り上げた。
しかし、1992年12月6日以後は、オーストラリアで新婚旅行中の日本人妻が失踪する事件が発生し、マスメディアの関心がそちらに移ったこと、ファンタジー号自体の話題が尽きたこともあり、『スーパーワイド』が12月6日「風船男SOS」、12月8日に「風船男SOS検証」と取り上げているのがテレビ欄で確認できる最後であり、ファンタジー号に関する報道は沈静化した。
週刊誌では、同年12月17日号の『週刊文春』が、密着して出発時の映像も撮影していたフジテレビの姿勢を「鈴木を煽ったのではないか」と取り上げ、同時に計画を無謀だと指摘した。12月24日・31日合併号の『週刊新潮』は過去のプライバシーを明かす記事を掲載した。見出しには、『週刊文春』が「風船男」、『週刊新潮』は「風船おじさん」を使っている。
フジテレビは『週刊文春』の取材に対し鈴木とタイアップしておらず、また鈴木は無線免許を取得して4月以降に出発すると語っていたため、11月23日に飛んでしまうとは思わなかったと回答している。前述のように鈴木はアメリカへ旅立つことを前提に家族を匿うホテルを自ら用意していた。出発前に取材に訪れたマスコミはあまりにも無謀だと反対する人も多かったが、鈴木はあえて自発的に旅立ったとジャーナリストの大林高士は『週刊現代』で記している。

## その後
鈴木が消息不明となった後に残された妻は会社の共同経営者で、家が1億円の抵当に入っていることもあり、借金は残された妻が払い続けていた（2006年時点）。鈴木が飛び立ってから、早朝に無言電話がかかってくることがあり、妻は生存する鈴木からの電話かと期待をかけていたが、その電話も3年ほどで途絶えた。1999年の取材によれば、2年に1度の捜索願を家族が更新しており、鈴木は戸籍上は生きていることになっていたが、その時点で失踪宣告の手続をしようかと思うようになったとも語っている。鈴木が消息を絶ってから7年余り経った2000年、妻からの鈴木に対する「失踪に関する届出の催促」が官報に公告され、2001年2月1日付で失踪宣告が確定した。遺体が発見されたとのデマも流れたが、その後も鈴木の消息は分かっていない。妻は2016年に再婚し、翌2017年に死去した。
1994年には筋肉少女帯が、アルバム『レティクル座妄想』収録の「飼い犬が手を噛むので」という曲で風船おじさんに言及している。
1995年にはレピッシュがアルバム『ポルノポルノ』に「風船おじさん」と題する曲を収録。ドン・キホーテ的生き方を敬意とともに肯定する内容となっている。
1997年4月には、劇作家の山崎哲の作・演出により、鈴木をモデルにした舞台『風船おじさん』が新宿のシアタートップスで上演された。蟹江敬三の一人芝居である。同じく劇作家の宮沢章夫は、中原昌也との『キネマ旬報』誌での対談で映画化したい人物として「風船おじさん」を挙げた。
1998年11月22日の20時からは文化放送が鈴木の妻や周辺に取材して、『ファンタジー号に乗って～あれから6年 消えない響き』というドキュメンタリーのラジオ番組を放送した。
2001年に野球選手のイチローが国民栄誉賞を辞退した際に、タレント・映画監督のビートたけしは、冒険家だった風船おじさんに国民栄誉賞をあげればいいと語った。たけしは日本で空からオタマジャクシが降ってきたと騒動になった2009年にもこの騒動と風船おじさんをひっかけてギャグにしている。
2022年には風船おじさんをモチーフとした小説『孤島の飛来人』（山野辺太郎著）が出版された。